# Garth Joy
Garth Joy (Kanada, Ontario, Kirkland Lake, 1968. augusztus 3. –) jégkorongozó.

## Karrier
Komolyabb junior karrierjét az OHL-es Hamilton Steelhawksban kezdte, mint védő. Ebben a csapatban 1988-ig játszott és legjobb idényében 49 pontot szerzett. Közben az 1986-os NHL-drafton a Minnesota North Stars választotta ki a 11. kör 222. helyén. A National Hockey League-ben sosem játszott. 1988–1989-ben az OHL-es Kingston Raidersben szerepelt. 1991–1994 között a St. Thomas University csapatában játszott és részt vett az 1993-as jégkorong-világbajnokságon, ahol két mérkőzésen egy gólt ütött. Az egyetem után egy évvel a dán ligában még kettő szezont játszott majd visszavonult. Miután visszavonult, mint játékos, a Colorado Avalanche játékos megfigyelője lett. 2002-ben Stanley-kupa győztes lett a csapattal. 1999 óta van az Avalanche-nél a vezetésben.

## Díjai
- Kanadai Férfi Válogatott Első All Star Csapat: 1993
- Stanley-kupa: 2002

## Karrier statisztika
| 1984–1985       | Hamilton Steelhawks | OHL             | 58  | 4  | 23  | 27  | 36  | 17 | 2 | 6  | 8  | 27 |
| 1985–1986       | Hamilton Steelhawks | OHL             | 50  | 6  | 31  | 37  | 64  | —  | — | —  | —  | —  |
| 1986–1987       | Hamilton Steelhawks | OHL             | 66  | 6  | 43  | 49  | 56  | 9  | 0 | 2  | 2  | 4  |
| 1987–1988       | Hamilton Steelhawks | OHL             | 62  | 10 | 36  | 46  | 105 | 14 | 1 | 6  | 7  | 8  |
| 1988–1989       | Kingston Raiders    | OHL             | 50  | 10 | 33  | 43  | 37  | —  | — | —  | —  | —  |
| 1992–1993       | Válogatott          | Nemzetközi      | 2   | 1  | 0   | 1   | 0   | —  | — | —  | —  | —  |
| 1993–1994       | St. Thomas Egyetem  | CIAU            | 26  | 9  | 25  | 34  | 39  | —  | — | —  | —  | —  |
| 1995–1996       | Vojens              | Dánia           | 40  | 2  | 11  | 13  | 79  | —  | — | —  | —  | —  |
| 1996–1997       | Vojens              | Dánia           | 46  | 6  | 18  | 24  | 105 | —  | — | —  | —  | —  |
| OHL Összesített | OHL Összesített     | OHL Összesített | 296 | 36 | 166 | 202 | 298 | 40 | 3 | 14 | 17 | 39 |